# 궁정검

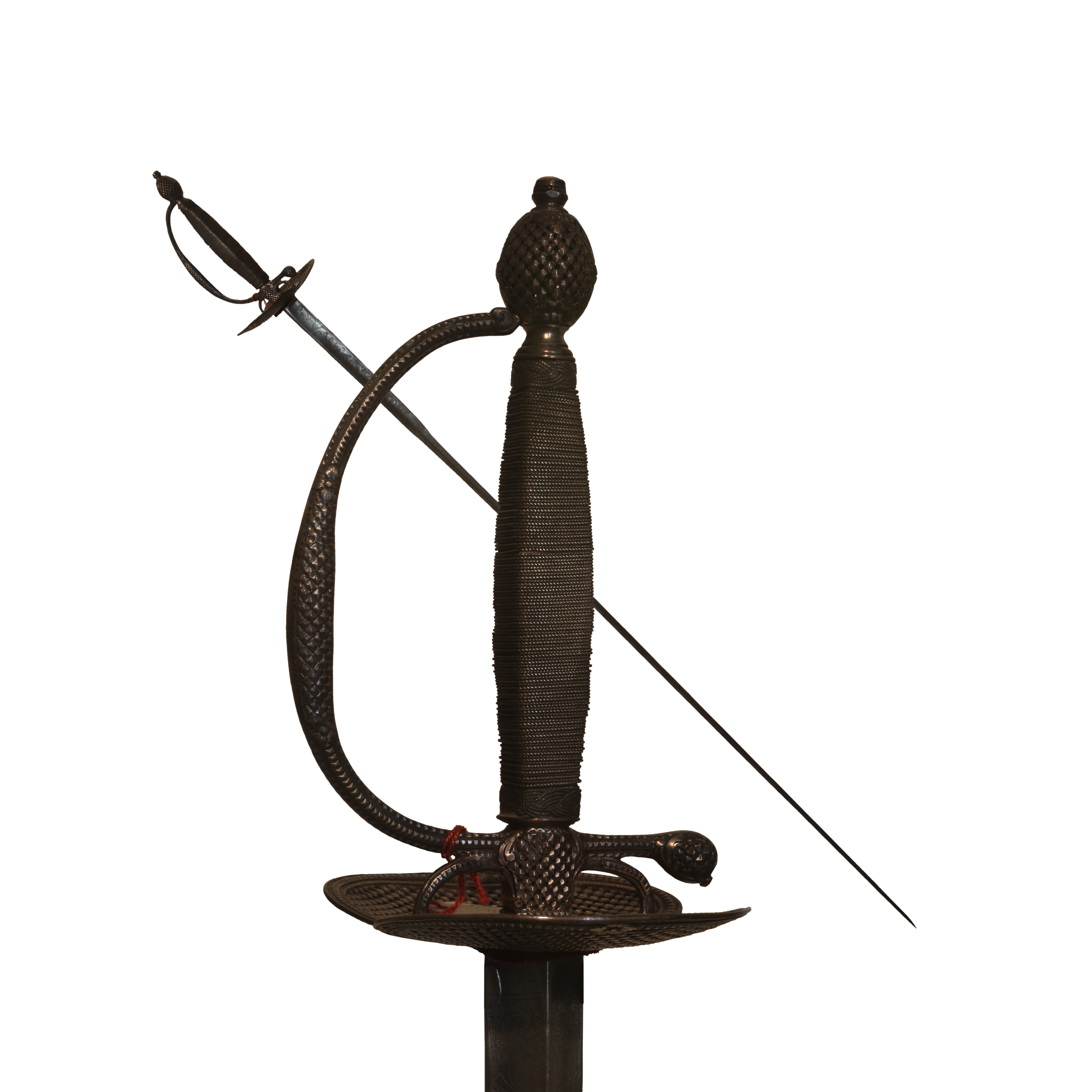
18세기에 제작된 궁정검

궁정검(宮廷劍, 프랑스어: épée de cour, 영어: court sword) 또는 예장검(禮仗劍, dress sword)은 근대의 찌르기용 도검으로, 근세에 유행한 레이피어가 짧아지고 가벼워진 것이다. 이런 이유로 스몰소드(small sword)라고도 불렀다. 궁정검의 최전성기는 17세기 중반에서 18세기 후반이며, 그 발생지는 프랑스로 생각된다. 궁정검은 프랑스 결투검의 직계 선조이며, 이 결투검은 오늘날 펜싱에서 사용되는 에페로 진화한다. 때문에 이 궁정검을 다루는 프랑스 검술이 곧 프랑스류 펜싱이 된다. 궁정검은 지위를 나타내는 상징 또는 패션 악세서리의 기능도 갖고 있었으며, 18세기에는 군인과 민간인을 막론하고 궁정검을 차고 다니는 것이 "신사"의 상징이었다.
궁정검의 칼날 길이는 0.6 ~ 0.85 미터 정도가 일반적이나, 때로 0.9 미터를 초과하는 것도 있었다. 끝이 매우 뾰족하지만 날은 매우 무뎠다. 단면적은 삼각형이 일반적이었고, 선조인 레이피어와 마찬가지로 가벼움을 위해 삼각형 속은 비워지는 경우도 있었다. 17세기에서 18세기 사이에 발견되는 대부분의 궁정검은 콜리슈마르드식으로 만들어졌다.